# Абротелія
Абротелія (V ст. до н. е.) — філософ-піфагорійка. Вона була однією із сімнадцяти жінок згаданих у творі Ямбліха «Життя Піфагора» (лат. De Vita Pythagorica). Батьком Абротелії був Абротелес з Тарентума, і, як вважають, вона народилася в Тарентумі. Ямбліх назвав Абротелію однією з відомих філософинь-піфагорійок, хоча її ім'я входило до числа дев'яти, які були внесені з іменами їхніх чоловіків або членів сім'ї чоловіків. Деякі вчені, наприклад, Етель Керсі, вважали Абротелію однією з тих, хто писав чи викладав у традиційних філософських напрямках, таких як метафізика, логіка та естетика. Її також згадав Жиль Менаж у Historia Mulierum Philosopharum, який зобразив піфагорійську школу з її великою кількістю жінок-філософів, з числом прихильників більшим, ніж секта платоніків.